# 沙尘暴

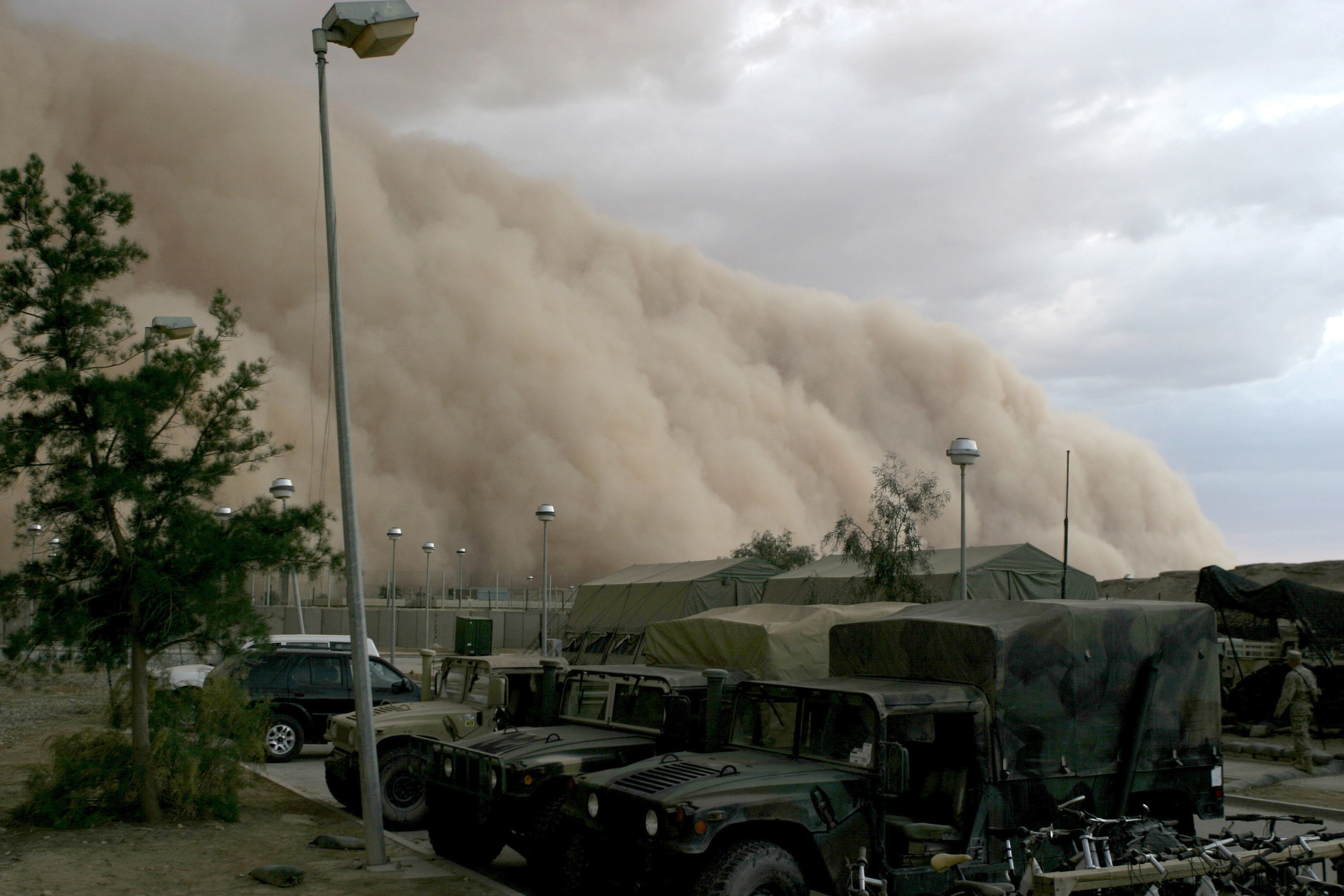
2005年4月27日下午，在伊拉克中北部發生的一場沙塵暴，捲起的沙塵在拍下這張照片不久後籠罩了這座阿薩德空軍基地（Al-Asad Airbase）

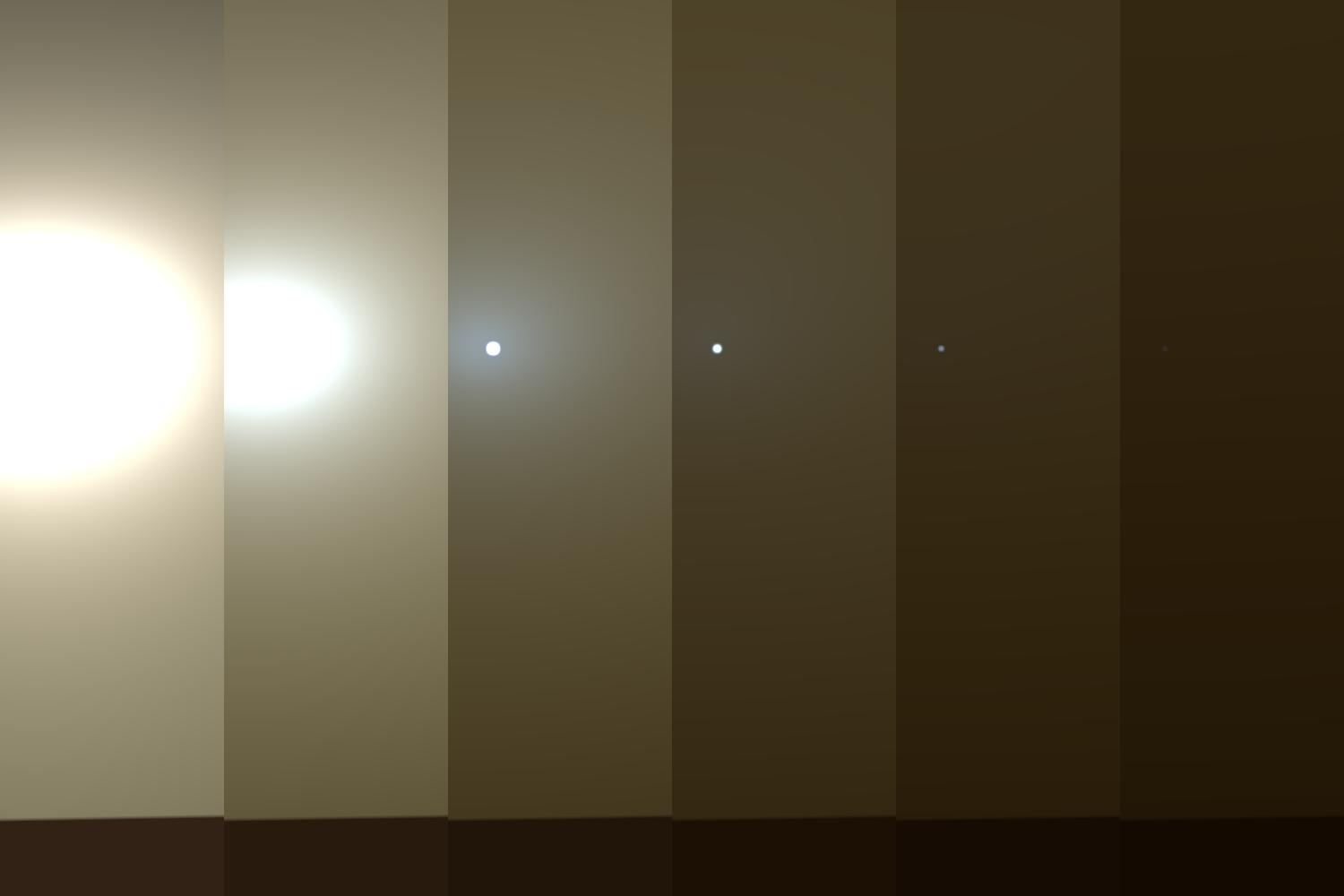
根據機遇號拍攝的照片，表示2018年6月火星發生全球性沙塵暴前後太陽的亮度。沙塵暴在火星上很常見，且規模遠比地球上的大得多。該次沙塵暴持續了至少兩個月，並使機會號完全和地球失聯。

沙塵暴，是一種多發生在乾旱和半乾旱地區的天氣現象，由強風刮起乾燥地表上的鬆軟沙土和塵埃形成，会導致空氣混濁，能見度變低。
近几十年来的沙尘暴的主要发生地都是草原，沙尘暴是草原植被被破坏的标志。美国1930年代的黑色风暴事件、苏联1960年代沙尘暴、近十年来中国频发的沙尘暴均是因为破坏草原而发生。
沙尘暴源头大部分都是草原，因为那里降雨量少，不能生长树木。保护草原植被，並禁止开垦和其他破坏草原的行为是防治沙尘暴的根本办法。

## 定義
根據國際氣象組織指引，沙塵現象被界定為一種不穩定強氣流捲起沙塵導致能見度降低的天氣現象，以能見度區別為四類。
能見度仍有十公里或以上的稱為“浮尘”，十至一公里稱為“扬沙”。能見度只剩一公里以下，二百米以上稱為沙塵暴，二百米或以下的能見度的沙塵現象稱為嚴重沙塵暴。

## 形成原因
地面強風
根據觀測，當沙塵暴形成時，如果風每秒刮30公尺（11級風力），那麼粗沙（直徑0.5–1毫米）會飛離地面幾十釐米，細沙（直徑0.125–0.25毫米）會飛起2公尺高，粉沙（直徑0.05–0.005毫米）可達到1.5公里的高度，黏粒（直徑＜0.005毫米）則可飛到1.2萬公里的高空
。
豐富沙源
中國的西北、華北、東北以及外蒙古地區是亞洲沙漠和沙礫地集中分佈的地方，這裏沙漠和沙地面積達100萬平方公里以上，浩瀚的沙海提供沙塵暴源源不絕的沙源。
沙漠中各式各樣的沙丘，依照它們的穩定程度分為流動沙丘、半固定沙丘和固定沙丘。沙塵暴發生時，流動沙丘揚起沙塵的數量最大，半固定沙丘要小一些，固定沙丘最小。除了沙漠、沙地之外，下列地表面也能為沙塵暴提供沙塵物質：
1. 以石礫為主的乾旱地區的戈壁灘；
2. 受風力破壞後的各種各樣的地表面；
3. 乾凅的河床及湖盆；
4. 由沙粒構成的紅色岩石；
5. 堆積在山前、溝口的洪水沖積物；
6. 黃土。

## 影響
沙尘暴容易导致沙漠化，植被退化，空气污染等。对人体容易造成心血管疾病方面疾病，可以戴口罩預防。

## 地外沙塵暴
沙尘暴不仅发生于地球。已知火星等其他行星上也會出現沙塵暴，火星上的沙尘暴活动甚至比地球更强。